# Marlous Oosting
Marlous Oosting, född 11 juli 1988 i Assen, är en nederländsk sångare.

## Karriär
Oosting var 2005 deltagare i den tredje säsongen av den nederländska versionen av Idols men fick tidigt lämna tävlingen.
Mellan åren 2008 och 2010 släppte hon flera singlar. Den första som placerade sig på den nederländska singellistan var "Jij alleen jij" som nådde 67:e plats år 2009. Även "Ik spreid nu mijn vleugels uit" och "De waarheid" placerade sig på topp-100-listan. Mest framgångsrik blev dock "Je zeurt teveel" som nådde plats 58 år 2010.
År 2010 deltog hon i Nationaal Songfestival 2010, Nederländernas nationella uttagning till Eurovision Song Contest 2010. Hon var en av fem sångare som framförde landets bidrag, "Ik ben verliefd (Sha-la-lie)", men vinnare blev Sieneke som kom att representera Nederländerna med låten i Oslo.
År 2011 kom debutalbumet Ik voel me goed som nådde 42:a plats på albumlistan där det totalt låg i fem veckor. År 2012 kom hennes andra album Verslaafd aan muziek som nådde 68:e plats och låg på listan i två veckor.

## Diskografi

### Album
- 2011 - Ik voel me goed
- 2012 - Verslaafd aan muziek